# Manila (Durango)
Manila is een dorp in de Mexicaanse deelstaat Durango, in de gemeente Gómez Palacio. Het dorp ligt langs een spoorweg en een secundaire weg (de weg 49) en ligt op 12 kilometer van de grote stad Gómez Palacio, die meer naar het zuidoosten ligt. Het dorp heeft 602 inwoners (census 2005) en ligt op twaalf kilometer van de staat Coahuila.